# Prirodno-graditeljska cjelina Stari Teočak
Stari Teočak, prirodno-graditeljska cjelina cjelina u Starom Teočaku. Čine ju ostatci srednjovjekovnog grada, džamije Fethije, nišana iz osmanskog perioda te osam kamenih granitnih kugli, upotpunjenih ambijentalnim prirodnim okruženjem, šumom, rijekom Tavnom i dr.
Objekti čine prirodno-graditeljsku cjelinu odnosno povijesno područje jer su džamija, stari nišani i kamene kugle u podnožju srednjovjekovnog grada. Džamija je temeljito obnovljena i u dobrom je stanju. Ostatci srednjovjekovnog grada trebaju hitnu sanaciju, jer su oštećeni i zapušteni. Kompleks je dosta neistražen. Predstavnici Zavoda za zaštitu i korištenje kulturno-historijskog i prirodnog naslijeđa Tuzlanske županije podnijeli su 2016. godine peticiju za proglašenje prirodno-graditeljske cjeline Stari grad Teočak nacionalnim spomenikom Bosne i Hercegovine. Peticjom je obuhvaćena i džamija Fethija, koja se nalazi u istoj cjelini Starog grada.
Pored džamije je staro muslimansko groblje. Tu su i druge starine neposredno pored grada-utvrde i stare džamije:  nekoliko starih mezarja, izvori i česme Šadrvan i Bukovik, na rijeci Tavna je bilo nekoliko starih vodenica od kojih je sačuvana jedna (zvana Krndija) za koju su vezana brojne predaje. Pored Tavne je i mezarje Močila sa starim nišanima. Nasuprot tog groblja, preko rijeke u njivi Siga su nalaze monumentalni nišani. Predaja govori o šehidskom mezaru. Pri kopanju temelja za kamenu ogradu novog turbeta pronađena su 2012. dva lijepa identična nišana od tvrdog kamena visoka oko 1,1 m, zaobljenih vrhova, na kojima je pri vrhu uklesan po jedan krug. Kao i već poznati šehidski, najvjerojatnije datiraju od početka osmanske uprave.

## Vanjske poveznice
- [neaktivna poveznica] Džamija Fethija u Teočaku